# تریستان تزارا

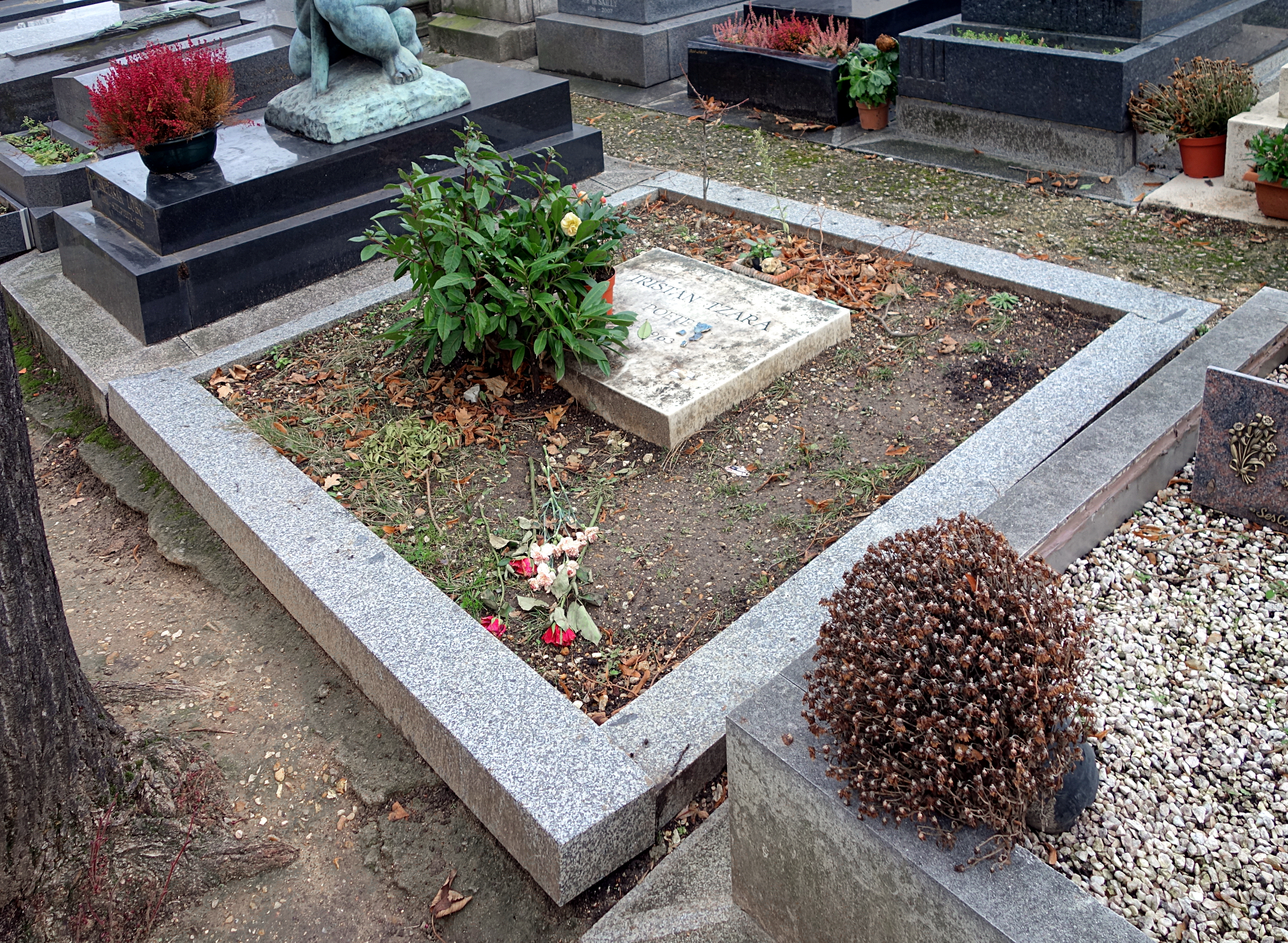
آرامگاه تریستان تزارا

تریستان تزارا (به فرانسوی: Tristan Tzara) (زادهٔ ۱۶ آوریل ۱۸۹۶ - درگذشته ۲۵ دسامبر ۱۹۶۳) نمایش‌نامه‌نویس، شاعر، مقاله‌نویس، آهنگساز، کارگردان فیلم، سیاستمدار، دیپلمات، روزنامه‌نگار و هنرمند قرن بیستم فرانسوی‌زبان رومانیایی‌تبار است.

## زندگی‌نامه
تریستان تزارا با نام حقیقی ساموئل رزنستاک در ۱۶ آوریل ۱۸۹۶ در موینشت رومانی به دنیا آمد. تزارا بیشتر شهرتش را مدیون حضورش در میان جمع بنیان‌گذاران دادائیسم است. یک جنبش انقلابی پوچ‌گرایانه در هنر که هدفی نداشت جز ویرانی تمام ارزش‌های تمدن مدرن. فعالیت خود به عنوان یک دادائیست را طی جنگ جهانی اول و در کنار هنرمندانی چون مارسل دوشان، فرانسیس پیکابیا و ژان آرپ در زوریخ آغاز کرد. تزارا نخستین متون دادائیستی خود – نخستین ماجرای آسمانی آقای آنتی پیرین (۱۹۱۶) و «۲۵ شعر» (۱۹۱۸) را نوشت و بعد در ۱۹۲۴ "هفت بیانیه دادا" را به رشته تحریر درآورد. در پاریس فعالیت‌های جنجالی خود را با همکاری آندره برتون، فیلیپ سوپو و لویی آراگون آغاز کرد تا با متلاشی کردن ساختار زبان به عموم مردم شوکی وارد کند. در حدود ۱۹۳۰ شالوده‌شکنی و پوچ‌گرایی افول کرد و او به فعالیت‌های محافظه‌کارانه‌تری پیوست که عده‌ای از دوستان سوررئالیست‌ش دنبال می‌کردند. او بیشتر وقت خود را صرف آشتی‌دادن سوررئالیسم و مارکسیسم می‌کرد و به همین دلیل در سال ۱۹۳۶ و در حین جنگ جهانی دوم به عضویت حزب کمونیست و جنبش مقاومت فرانسه پیوست. این گروه‌های سیاسی او را به هم‌فکرانش نزدیک‌تر ساخت و تزارا تدریجاً به ساحت شعر غنایی روی آورد. شعرهای او بازتاب‌دهنده دلهره و آشفتگی روحی او هستند.
تزارا طی دوران شاعری خود مسیری پرتحول را پیمود. برهم زدن افراط خواهانهٔ هنجارها و ساختارهای زبانی، آغازهٔ راه وی به عنوان شاعری دادائیستی بود. او در رسالهٔ «هفت بیانیهٔ دادا» برخی از بنمایه‌های رادیکالیستی هنر مدرن را برمی‌شمارد. در واقع سویهٔ منفی تمدن غرب در قاعده گریزی مورد تأیید وی نقش می‌بندد. در همین بیانیه است که وی آزادی و وارستن از هنجارهای قوام یافتهٔ هنر را مورد تأکید دوچندان قرار می‌دهد و امر هنری – بخصوص شعر – را همچون رسالتی تصویر می‌کند که فطرتاً به رهایی می‌انجامد.
با این همه طی دهه‌های سی و چهل میلادی وی به همراه دوستانی چون لوئی آراگون و آندره برتون به حزب کمونیست فرانسه پیوست و از گرایش نیست‌انگارانهٔ دادا فاصله گرفت. در این دوره وی مشخصاً به شعر سوررئالیستی گرایید و تلاش نمود تا میان مارکسیسم و سوررئالیسم پیوندی ایجاد نماید.
دورهٔ اخیر با گرایش وی به اشعار تغزلی برآمده از دست آموختگی هنرمندانه مشخص می‌شود. در این سروده‌ها، تراژدی زندگی روزمرهٔ انسان مدرن تصویر شده‌است. از کارهای این دورهٔ تزارا: «مرد تقریبی» (۱۹۳۱)، «تنها گفتن» (۱۹۵۰) و «چهرهٔ درون» (۱۹۵۳) هستند. در این دوره و در کمینهٔ همین سروده‌هاست که وی از زبان هنجارستیز و سامان‌باختهٔ دادائیستی فاصله می‌گیرد و به زبانی دشوارفهم ولی انسان انگاشته روی می‌آورد.
وی در ۲۵ دسامبر ۱۹۶۳ در پاریس چشم از جهان فروبست.

## آثار
- عواید نیمروز (۱۹۳۹)
- نشان زندگی (۱۹۴۶)
- از خاطرات انسان (۱۹۵۰)
- چهره درونی (۱۹۵۳)
- شعله برافروخته (۱۹۵۵)
- نخستین ماجرای آسمانی آقای آنتی پیرین (۱۹۱۶)
- ۲۵ شعر (۱۹۱۸)
- هفت بیانیه دادا (۱۹۲۴)

## تأثیرات
در کنار بسیاری از نویسندگانی که از طریق فعالیت های تبلیغاتی او جذب دادا شدند، تزارا توانست بر نسل های متوالی نویسندگان تأثیر بگذارد. این مورد در سال 1928 در سرزمین مادری او بود، زمانی که اولین مانیفست آوانگارد منتشر شده توسط مجله unu، نوشته ساشا پانا و مولدوف، از تزارا به عنوان مربی این جریان نام بردند. یکی از نویسندگان رومانیایی که مدعی الهام گرفتن از تزارا بود، ژاک جی کوستین بود، که با این وجود استقبالی به همان اندازه از دادائیسم و آینده‌گرایی داشت. مارسل آورامسکو، نویسنده کابالیست و سوررئالیست، که در دهه 1930 نوشت، به نظر می‌رسد که مستقیماً از دیدگاه‌های تزارا در مورد هنر الهام گرفته است. نویسندگان دیگری از آن نسل که از تزارا الهام گرفته‌اند عبارتند از برونو جاسینسکی نویسنده آینده‌نگر لهستانی، شاعر ژاپنی و متفکر ذن، تاکاهاشی شینکیچی، و شاعر شیلیایی و هوادار دادائیست، ویسنته هویدوبرو، که از او به عنوان پیشروی برای خود یاد کرده است.
او که پیشروی فوری پوچ گرایی بود، توسط یوژن یونسکو، که اصول خود را برای مقالات اولیه خود در نقد ادبی و اجتماعی توسعه داد، به عنوان یک مربی شناخته شد. شعر تزارا بر ساموئل بکت تأثیر گذاشت. آلن گینزبرگ، نویسنده بیت، که در پاریس با او آشنا شد، از او در میان اروپاییانی نام می برد که بر او و ویلیام اس. باروز تأثیر گذاشتند. 
در نگاهی به گذشته، نویسندگان مختلف نمایش‌های دادائیست تزارا و نمایش‌های خیابانی را به‌عنوان «اتفاقات» توصیف می‌کنند، با واژه‌ای که پسا دادائیست‌ها و موقعیت‌گرایان به کار می‌برند، که در دهه 1950 ابداع شد. برخی همچنین تزارا را به دلیل ارائه یک منبع ایدئولوژیک برای توسعه موسیقی راک، از جمله پانک راک، خرده فرهنگ پانک و پست پانک نسبت می دهند.